# Katia Tchemberdji
Katia Tchemberdji (eigentlich russisch Екатерина Владимировна Чемберджи/Jekaterina Wladimirowna Tschemberdschi; * 6. Mai 1960 in Moskau) ist eine russische Komponistin und Pianistin. Sie ist die Tochter des Journalisten Wladimir Wladimirowitsch Posner und seiner ersten Ehefrau, der Philologin  und Schriftstellerin Valentina Nikolajewna Tchemberdji.

## Leben
Katia Tchemberdji wurde im Alter von sieben Jahren in die Zentrale Musikschule am Moskauer Konservatorium aufgenommen. Ab 1978 führte sie hier ihre Studien in den Fächern Komposition, Musiktheorie und Klavier u. a. bei Nikolai Korndorf, Juri Cholopow und Sergei Balassanjan fort und legte 1984 sämtliche Examina mit Auszeichnung ab. Ihre Diplome in Komposition und Musiktheorie berechtigten sie fortan zum Unterrichten. Von 1984 bis 1990 war sie an der Moskauer Gnessin-Musikhochschule als Lehrerin tätig. Seit 1990 lebt Tchemberdji in Berlin, wo sie an mehreren Musikschulen ihre unterrichtende Tätigkeit fortsetzt.
Als Pianistin und Auftragskomponistin hat sie an zahlreichen internationalen Kammermusikfestivals u. a. in Finnland und der Schweiz teilgenommen.
Ihre künstlerische  Zusammenarbeit verbindet Tchemberdji mit namhaften Musikern wie Eduard Brunner, Boris Pergamenschtschikow, ihrem Halbbruder Alexander Melnikow und Natalia Gutman.
Katia Tchemberdji komponierte Filmmusiken zu mehreren russischen und deutschen Filmen. 2007 spielte sie eine Nebenrolle in Das Sichtbare und das Unsichtbare von Rudolf Thome, für den sie auch die Filmmusiken für Das rote Zimmer, Rauchzeichen und Pink schrieb.
2007 wurde in Berlin ihre Kinderoper Rettet Pluto! mit Kindern der Musikschule „Paul Hindemith“ Neukölln und  dem Ensemble Experimente unter der Leitung von Gerhard Scherer uraufgeführt.
Seit 2005 spielt Katia Tchemberdji mit Mika Yonezawa (Violine) und Kleif Carnarius (Cello) in dem 1997 gegründeten Artenius-Trio.

## Werke (Auswahl)
- 1990: Sonate für Klarinette und Klavier
- 1991: Heidelberg Trio, für Klarinette, Violine und Klavier
- 1991: In memoriam, für Erzähler, Klavier, Horn, Violine und Cello nach Gedichten von Anna Akhamatova
- 1995: Tag und Nacht „Hommage à M.C. Escher“, für Soloklavier
- 1996: Labyrinth in memoriam Oleg Kagan, für 12 Streicher und Solo Cello
- 1998: Max und Moritz, Oper für Kinder in 2 Akten nach Wilhelm Busch
- 2000: Streichquartett No. 2, nach Rainer Maria Rilke
- 2003: Opposition, für Ensemble
- 2003: Drei Bogentänze, für Cello und Klavier
- 2003: Ma´or, für Soloklarinette
- 2006: Abschiedsgesänge, für vier Vokalsolisten und Kammerorchester nach Gedichten von Rilke und Apollonios
- 2007: Rettet Pluto!, Kinderoper